# Державний лад Індії
Державний лад Індії (гінді भारत सरकार, англ. Government of India) — головний інститут влади Індійської Республіки, що є союзом 28 штатів і 7 союзних територій, заснований Конституцією Індії. За формою правління Індія — парламенсько-федеративна республіка. Керується Конституцією. Штаб-квартирою державної влади є Нью-Делі, столиця Індії. Державна влада Індії складається з трьох традиційних незалежних гілок: виконавчої, законодавчої та судової.

## Голова держави
Президент формально є головою як виконавчої, так і законодавчої влади, та має деякі судові повноваження, але в цілому його повноваження незначні, і він виконує переважно представницькі функції.

## Виконавча влада
Виконавча влада представлена Радою міністрів, очоленою прем'єр-міністром.

## Законодавча влада
Законодавча влада представлена Парламентом, що складається з двох палат: нижньої, Лок Сабха, і верхньої, Радж'я Сабха.

## Судова влада
Судова влада представлена Верховним судом і його філіями, 21 Високими судами, та численними цивільними, кримінальними і сімейними судами окружного рівню.